# Jacob Ek
Jacob Ek, född 3 mars 1774 i Norrköping, död 1 juni 1827 i Rogslösa socken, var en svensk präst.

## Biografi
Jacob Ek föddes 1774 i Norrköping. Han var son till handlanden och rådmannen Johan Ek och Charlotta Sophia Sjösteen. Ek blev höstterminen 1792 student vid Uppsala universitet och blev filosofie magister 13 juni 1797. Han prästvigdes 13 mars 1799 till domesticus episcopi och blev 20 juni 1800 bibliotekarie vid stiftsbiblioteket i Linköping, tillträdde direkt. Ek blev 11 september 1805 konsistorienotarie med tillträde 1806 och avlade pastoralexamen 26 september 1807. Han blev 16 januari 1808 kyrkoherde i Rogslösa församling, tillträdde samma år och blev 1 september 1813 prost. Ek avled 1827 i Rogslösa socken.

### Familj
Ek gifte sig 13 oktober 1801 med Eva Charlotta Svanelius (1781–1823). Hon var dotter till källarmästaren Nils Svanelius och Eva Fredrica Landberg i Norrköping. De fick tillsammans barnen Jacob Fredric (1802–1862), Fredrica Charlotta, Agatha Sophia (1806–1878), Lovisa Amalia (1808–1809), Johan Gustaf, Eva Lovisa (1811–1813), Eva Jacobina (1814–1847), Gustava Carolina (1816–1831), Carl ErnstIsrael (1818–1895) och Sven Theodor (1822–1822).